# Chorisoneura cristobalensis
Chorisoneura cristobalensis es una especie de cucaracha del género Chorisoneura, familia Ectobiidae. Fue descrita científicamente por Roth en 1992.
Habita en Ecuador.